# 十九灣
十九灣，是臺灣高雄市鳥松區的一個傳統地域名稱，位於該區北部東側。相較於今日行政區，其範圍大致包括夢裡里東北大半葉不含其南部邊界地帶中至東段、大竹里西北部邊界地帶南至中段。
本地區境內主要聚落為田草埔。

## 歷史
台灣日治初期，十九灣地區為一街庄，稱為「十九灣庄」（舊制街庄），隸屬於赤山里。該庄昔日西北邊南段與考潭庄為鄰，西北邊北段及東北邊西段與烏材林庄為鄰，東北邊東段及東南邊北段與小坪頂庄為鄰，東南邊南段為田草埔庄、坔埔庄，南邊為崎仔腳庄，西南邊一小段與夢裡庄為界。
1901年（日治明治三十四年）11月11日，全台廢縣廳改設二十廳，該庄隸屬於鳳山廳。1904年（明治三十七年）5月3日，該庄編入「赤山區」，隸屬於鳳山廳。1909年（明治四十二年）10月25日，全台合併二十廳為十二廳，赤山區改隸屬於臺南廳。1920年（大正九年）10月1日，全台地方制度大改正，廢十二廳改設五州二廳，該庄改制為「十九灣」大字，隸屬於高雄州鳳山郡鳥松庄（新制街庄）。
戰後鳥松庄改制為鳥松鄉，隸屬於高雄縣，大字亦改制為村。1950年（民國39年）10月1日，高、屏分治，鳥松鄉仍隸屬於高雄縣。2010年（民國99年）12月25日，高雄縣、市合併為直轄高雄市，鳥松鄉改制為鳥松區，村亦改制為里。

## 聚落
本地區發展較早的聚落為十九灣（已消失）、赤山胡（已消失），在日治初期的官方地圖上已有記載。此外，本地區尚有田草埔聚落。

## 交通
區道高54線是烏材林至小坪頂的道路，經過本地區東北部的東側邊界地帶。